# 弗朗布昂
弗朗布昂（法語：Frambouhans，法語發音：[fʁɑ̃bu.ɑ̃]）是法国杜省的一个市镇，位于该省东部，属于蒙贝利亚尔区。

## 地理
弗朗布昂（47°13'10"N, 6°46'3"E）面积10.1 平方千米，位于法国勃艮第-弗朗什-孔泰大區杜省，该省份为法国东部内陆省份，北起上索恩省，西接汝拉省，东部及东南部与瑞士接壤，东北部与贝尔福地区省接壤。
与弗朗布昂接壤的市镇（或旧市镇、城区）包括：迈什、圣于连莱吕塞、博内塔日。

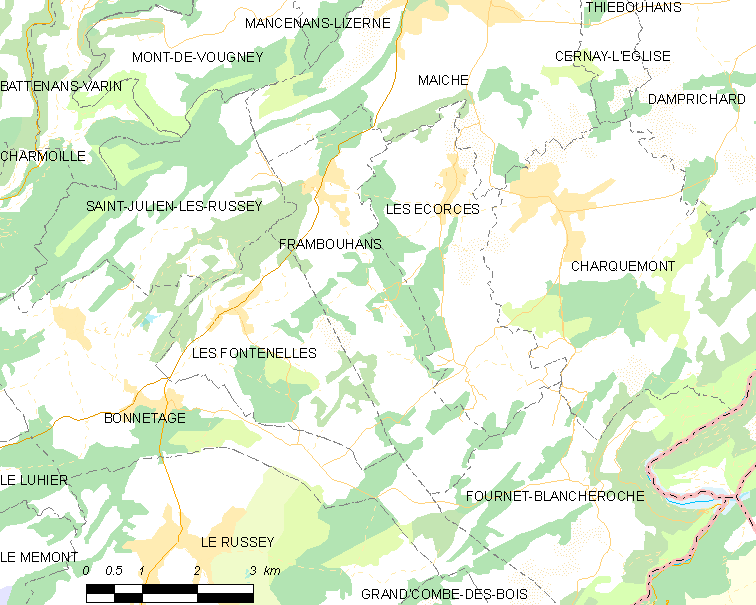
弗朗布昂的OSM定位图

弗朗布昂的时区为UTC+01:00、UTC+02:00（夏令时）。

## 行政
弗朗布昂的邮政编码为25140，INSEE市镇编码为25256。

## 政治
弗朗布昂所属的省级选区为迈什县。

## 人口

1962-2008年间弗朗布昂人口变化图示

弗朗布昂于2022年1月1日时的人口数量为878人。

## 交通
杜省省道D201线和D437线在境内北部交汇，另有省道D414线经过境内南部。